# Líska turecká ve Šluknově
Líska turecká je památný strom ve Šluknově v okrese Děčín. Strom byl prohlášen za památný v roce 2012 z důvodu neobvykle mohutného vzrůstu a ojedinělého pěstování lísky turecké na Děčínsku. Ze Šluknovska jsou známy dva exempláře druhu. Památná líska roste na okraji šluknovského sídliště, dříve jako součást zahrady továrnické vily, při Rumburské ulici.
Odhadované stáří stromu je 130 let. Výška koruny dosahuje 17,5 m a obvod kmene 240 cm.

## Památné stromy v okolí
- Dub červený ve Šluknově
- Jedlovec kanadský ve Šluknově